# La mia libertà/Susy O.K.
La mia libertà/Susy O.K è un singolo del cantautore aretino Pupo pubblicato nel 1985.
Entrambi i brani sono stati inseriti nell'album Change generation pubblicato nello stesso anno dalla CGD.

## Tracce

### Lato A
- La mia libertà (E. Ghinazzi)

### Lato B
- Susy O.K. (E. Ghinazzi)